# Тьяго Альмада
Тья́го Есек'є́ль Альма́да (ісп. Thiago Ezequiel Almada, нар. 26 квітня 2001, Сьюдадела) — аргентинський футболіст, півзахисник, нападник іспанського клубу «Атлетіко Мадрид» та національної збірної Аргентини.
Виступав, зокрема, за клуб «Велес Сарсфілд», а також національну збірну Аргентини.

## Клубна кар'єра
Народився 26 квітня 2001 року в місті Сьюдадела. Вихованець футбольної школи клубу «Велес Сарсфілд». Дорослу футбольну кар'єру розпочав 2018 року в основній команді того ж клубу, в якій провів чотири сезони, взявши участь у 58 матчах чемпіонату. 
До складу клубу «Атланта Юнайтед» приєднався 2022 року. Станом на 9 жовтня 2022 року відіграв за команду з Атланти 29 матчів в національному чемпіонаті.

## Виступи за збірні
2019 року залучався до складу молодіжної збірної Аргентини. На молодіжному рівні зіграв у 6 офіційних матчах, забив 1 гол.
2021 року  захищав кольори олімпійської збірної Аргентини. У складі цієї команди провів 2 матчі. У складі збірної — учасник  футбольного турніру на Олімпійських іграх 2020 року у Токіо.
2022 року дебютував в офіційних матчах у складі національної збірної Аргентини.
У складі збірної був учасником чемпіонату світу 2022 року у Катарі.

## Статистика виступів
Оновлено станом на 9 листопада 2022

### Статистика клубних виступів
| Сезон                    | Команда                  | Чемпіонат                | Чемпіонат | Чемпіонат | Національний кубок | Національний кубок | Національний кубок | Континентальні кубки | Континентальні кубки | Континентальні кубки | Інші змагання | Інші змагання | Інші змагання | Усього | Усього |
| Сезон                    | Команда                  | Ліга                     | Ігор      | Голів     | Ліга               | Ігор               | Голів              | Ліга                 | Ігор                 | Голів                | Ліга          | Ігор          | Голів         | Ігор   | Голів  |
| ------------------------ | ------------------------ | ------------------------ | --------- | --------- | ------------------ | ------------------ | ------------------ | -------------------- | -------------------- | -------------------- | ------------- | ------------- | ------------- | ------ | ------ |
| 2018–19                  | «Велес Сарсфілд»         | ПД                       | 16        | 3         | КА+КСА             | 1+4                | 0+1                | -                    | -                    | -                    |               | -             | -             | 21     | 4      |
| 2019–20                  | «Велес Сарсфілд»         | ПД                       | 22        | 4         | КА+КЛ              | 2+9                | 0+3                | ПАК                  | 8                    | 4                    |               | -             | -             | 41     | 11     |
| 2021                     | «Велес Сарсфілд»         | ПД                       | 20        | 4         | КЛ                 | 12                 | 3                  | ЛЧ                   | 6                    | 2                    |               | -             | -             | 38     | 9      |
| Усього за Велес Сарсфілд | Усього за Велес Сарсфілд | Усього за Велес Сарсфілд | 58        | 11        |                    | 28                 | 7                  |                      | 14                   | 6                    |               |               |               | 100    | 24     |
| 2022                     | «Атланта Юнайтед»        | MLS                      | 29        | 6         | ВКС                | 2                  | 1                  | -                    | -                    | -                    | -             | -             | -             | 31     | 7      |
| Усього за кар'єру        | Усього за кар'єру        | Усього за кар'єру        | 87        | 17        |                    | 30                 | 8                  |                      | 14                   | 6                    |               | -             | -             | 131    | 31     |

### Статистика виступів за збірну
| Дата      | Місто         | Господарі | Результат | Гості    | Турнір           | Голи | Примітки |
| --------- | ------------- | --------- | --------- | -------- | ---------------- | ---- | -------- |
| 24-9-2022 | Маямі-Гарденс | Аргентина | 3 – 0     | Гондурас | товариський матч | -    | 54'      |
| Усього    |               | Матчів    | 1         |          | Голів            | 0    |          |

| Дата      | Місто    | Господарі | Результат | Гості     | Турнір            | Голи | Примітки |
| --------- | -------- | --------- | --------- | --------- | ----------------- | ---- | -------- |
| 20-1-2019 | Курико   | Парагвай  | 1 – 1     | Аргентина | Sudamericano U-20 | -    | 72'      |
| 22-1-2019 | Талька   | Аргентина | 0 – 1     | Еквадор   | Sudamericano U-20 | -    | 69'      |
| 24-1-2019 | Курико   | Уругвай   | 0 – 1     | Аргентина | Sudamericano U-20 | -    | 85'      |
| 29-1-2019 | Талька   | Еквадор   | 2 – 1     | Аргентина | Sudamericano U-20 | 1    | 70'      |
| 7-2-2019  | Ранкагуа | Аргентина | 2 – 1     | Уругвай   | Sudamericano U-20 | -    | 90'      |
| 10-2-2019 | Ранкагуа | Бразилія  | 1 – 0     | Аргентина | Sudamericano U-20 | -    | 61'      |
| Усього    |          | Матчів    | 6         |           | Голів             | 1    |          |

## Титули та досягнення
- Чемпіон Бразилії (1):

«Ботафогу»: 2024
- Володар Кубка Лібертадорес (1):

«Ботафогу»: 2024
Збірні
- Чемпіон світу: 2022